# Michel Collinet
Pour les articles homonymes, voir Colinet.
 (octobre 2018).
Michel Collinet, né le 11 février 1904 à Lorient et mort le 27 mai 1977 à Paris, était agrégé de mathématiques, enseignant, syndicaliste, militant marxiste, et résistant.

## Biographie
Michel Collinet adhère aux Jeunesses communistes en 1925, puis se rapproche rapidement des oppositions communistes de gauche : il est d'abord proche de Boris Souvarine, puis du groupe « La Lutte des classes » (où il écrit sous le pseudonyme de Paul Sizoff). Il fonde ensuite la revue « Le Communiste ». Syndicaliste enseignant, il est membre de la Confédération générale du travail unitaire (CGTU). 
Collinet participe au film Prix et profits. 
En octobre 1935, il adhère à la Section française de l'Internationale ouvrière (SFIO) et participe à la création de la tendance Gauche révolutionnaire. Également adhérent du Parti ouvrier d'unification marxiste, il se rend à Barcelone en juillet 1936, pour s'opposer au coup d'État franquiste. 
En 1938, après l'exclusion de la « Gauche révolutionnaire » de la SFIO, il participe au Parti socialiste ouvrier et paysan (PSOP). 
Pendant la Seconde Guerre mondiale, il est membre de Ceux de la Résistance, puis de Libération-Nord. Il est rédacteur en chef de l'hebdomadaire Volontés de ceux de la Résistance, qui paraît en 1944 et 1945, dont le directeur est Pierre Stibbe. 
En 1938, il épouse Simone Breton (née Simone Rachel Kahn), ex-épouse d'André Breton, rencontrée en 1932.

### Sources
- Dictionnaire biographique du mouvement ouvrier français, tome 23.
- Dictionnaire biographique, mouvement ouvrier, mouvement social, « Le Maitron » : .

### Archives
- Inventaire du fonds d'archives de Michel Collinet conservé à La Contemporaine.